# Brett Favre
Brett Lorenzo Favre (Gulfport, 10 ottobre 1969) è un ex giocatore di football americano statunitense che ha militato nel ruolo di quarterback per la maggior parte della carriera coi Green Bay Packers della National Football League (NFL).
Considerato uno dei più grandi giocatori nella storia della NFL, è l'unico giocatore ad aver vinto 3 trofei di MVP consecutivi e uno degli unici due ad aver battuto tutte le 32 squadre dell'NFL; detiene inoltre diversi record personali in carriera per un quarterback. A livello di squadra ha guidato le sue formazioni a otto titoli di division (1995, 1996, 1997, 2002, 2003, 2004, 2007, 2009), a 5 finali della NFC (1995, 1996, 1997, 2007, 2009) e due apparizioni al Super Bowl (XXXI e XXXII), vincendone uno (il Super Bowl XXXI). Nel 2016 è stato introdotto nella Pro Football Hall of Fame.

## Carriera universitaria
Favre giocò con i Southern Mississippi Golden Eagles, squadra rappresentativa dell'università del Southern Mississippi, l'unica che gli avesse offerto una borsa di studio. La squadra voleva giocasse nel ruolo di defensive back, ma Favre insisteva invece per giocare nel ruolo di quarterback. Iniziò il suo primo anno come settimo quarterback nelle gerarchie della squadra ma divenne il titolare nel secondo tempo della sua terza partita, contro Tulane il 19 settembre 1987. Favre, malgrado i postumi di una sbronza della sera precedente ed avere vomitato durante il riscaldamento, guidò i Golden Eagles a una vittoria in rimonta con due passaggi da touchdown. La sua prima stagione terminò con dieci presenze come titolare, vincendone sei.
Nella sua seconda stagione, Favre guidò i Golden Eagles a una vittoria a sorpresa su Florida State (allora al sesto posto nella classifica nazionale) il 2 settembre 1989, passando il touchdown della vittoria a 23 secondi dal termine.
Il 14 luglio 1990, prima dell'inizio della sua ultima stagione a Southern Miss, Favre fu coinvolto in un incidente stradale quasi mortale. Mentre era a una decina di miglia dalla casa dei suoi genitori, Favre perse il controllo dell'auto, che girò su sé stessa per tre volte prima di schiantarsi contro un albero. Fu solo dopo che uno dei suoi fratelli frantumò un finestino dell'auto con una mazza da golf che Favre poté essere soccorso ed essere trasportato d'urgenza in ospedale. Nell'ambulanza, sua madre gli sedette accanto. "Tutto ciò che continuavo a chiedere era 'Riuscirò a giocare ancora a football?'" Favre raccontò in seguito. I dottori rimossero 76 cm dell'intestino tenue di Favre. Sei settimane dopo l'incidente, l'8 settembre, Brett guidò Southern Miss a una vittoria in rimonta su Alabama. L'allenatore dei Crimson Tide Gene Stallings disse: "Potete definirlo miracolo o leggenda ma quel giorno seppi che Brett Favre era destinato a fare grandi cose".
Favre stabilì diversi record di Southern Miss, molti dei quali furono superati da Austin Davis sul finire della stagione 2011. Disputò 15 partite in carriera in cui passò più di 200 yard, al quarto posto nella classifica dell'istituto in quella categoria. Di quelle 15, furono da oltre 300 yard, un primato per i Golden Eagles.

## Carriera professionistica

### Atlanta Falcons
Nel Draft NFL 1991, Favre fu selezionato come 33ª scelta assoluta dagli Atlanta Falcons. Il 19 luglio 1991 firmò un contratto triennale del valore di 1,4 milioni di dollari, incluso un bonus alla firma di 350.000 dollari. L'allenatore Jerry Glanville non approvò la sua scelta nel draft, dicendo che sarebbe stato necessario un incidente aereo perché lo schierasse in una partita. Il primo passaggio nella NFL di Favre risultò essere un intercetto che gli avversari ritornarono in touchdown. Tentò solo quattro passaggi nella sua carriera ad Atlanta, venendo intercettato due volte e non completandone nessuno. Favre ricevette un altro snap, in cui subì un sack, perdendo 11 yard.
L'anno successivo venne ceduto ai Green Bay Packers in cambio della loro prima scelta al draft, in quello che è ricordato come uno degli errori più grandi della storia della NFL.

### Green Bay Packers

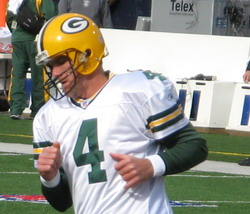
Brett Favre con la maglia dei Packers.

Il general manager dei Green Bay Packers Ron Wolf scambiò una scelta del primo giro (la 19ª, che sarebbe stata utilizzata per Tony Smith) per Favre dopo la stagione 1991. Wolf, mentre era assistente del general manager dei New York Jets, avrebbe voluto selezionare Favre nel Draft 1991, ma fu anticipato dai Falcons.
Secondo il Milwaukee Journal-Sentinel e altre fonti, durante le visite mediche prima dello scambio, a Favre fu diagnosticata un'osteonecrosi all'anca, la stessa condizione degenerativa che aveva posto termine alla carriera nel football di Bo Jackson, e i dottori affermarono che il test fisico non fosse stato superato, cosa che avrebbe annullato lo scambio. Wolf invece decise di soprassedere al loro parere.

#### Stagioni 1992-1994: primi anni
Nella seconda gara della stagione 1992, i Packers affrontarono i Tampa Bay Buccaneers. Gli avversari erano in vantaggio 17–0 alla fine del primo tempo, quando il capo-allenatore Mike Holmgren mise in panchina il quarterback titolare Don Majkowski e inserì Favre per tutto il secondo tempo. Nella sua prima partita della stagione regolare come Packer, Favre lanciò un passaggio che fu deviato e che egli stesso ricevette. Favre fu placcato e il passaggio contò per una perdita di sette yard. I Packers persero 31–3, con sole 106 yard passate.
Il 20 settembre 1992, il titolare Majkowski si infortunò a un legamento contro i Cincinnati Bengals, venendogli diagnosticate almeno quattro settimane di stop. Favre sostituì Majkowski per il resto della partita. Commise quattro fumble nel corso del partita, una prestazione abbastanza negativa da far partire i cori nello stesso perché i Packers sostituissero Favre contro l'altra riserva di Green Bay dell'epoca, Ty Detmer. Tuttavia, in svantaggio per 23–17 a 67 secondi dal termine, i Packers iniziarono una serie offensiva dallo loro linea delle otto yard. Favre prima completò un passaggio da 42 per Sterling Sharpe, poi, tre giocate dopo, passò il touchdown della vittoria a Kitrick Taylor con 13 secondi rimanenti.
La settimana successiva contro i Pittsburgh Steelers iniziò la striscia di partenze come titolare consecutive per un quarterback più lunga della storia della NFL. La gara terminò con una vittoria per 17–3 in cui ebbe un passer rating di 144,6. In quella stagione, Favre guidò Green Bay a una striscia di sei vittorie consecutive, la più lunga del club dal 1965. L'annata terminò con 9 vittorie e 7 sconfitte, mancando di un soffio i playoff. Favre concluse la stagione con 3.227 yard passate e un passer rating di 85,3, che gli valsero la convocazione per il suo primo Pro Bowl.
La stagione successiva, Favre guidò i Packers alla loro prima qualificazione ai playoff dal 1982, venendo convocato per il suo secondo Pro Bowl. Disputò la sua prima gara in carriera da oltre 400 yard e guidò la NFC in passaggi tentati, completati e intercetti subiti. Favre guidò anche quattro drive vincenti, arrivando a quota sette in carriera. Dopo la stagione divenne free agent. Il general manager Ron Wolf gli rinnovò il contratto per cinque stagioni e 19 milioni di dollari.
I Packers conclusero la stagione 1994 con un bilancio di 9–7, raggiungendo i playoff per il secondo anno consecutivo, qualcosa che non era più successo dall'epoca di Vince Lombardi.

#### Stagioni 1995-1998: vittoria del Super Bowl e tre titoli di MVP
Negli anni successivi, Favre si impose come uno dei migliori quarterback della lega e, nel 1995, vinse il suo primo trofeo da MVP, portando i Packers fino alla finale della NFC, il miglior risultato dai tempi di Lombardi.
Nella stagione successiva, la prima dopo la riabilitazione, fu determinante nel far vivere ai Packers la loro miglior stagione degli ultimi 30 anni: dopo una regular season da 13 vittorie e 3 sconfitte (e secondo trofeo di MVP consecutivo), Favre portò la sua squadra al Super Bowl, giocatosi al Louisiana Superdome di New Orleans, non lontano da Kiln. I suoi due passaggi da touchdown da più di 50 yards e il suo touchdown personale su corsa furono determinanti per la vittoria per 35-21 sui New England Patriots.
Anche nella stagione 1997 Favre vinse il premio di MVP (insieme a Barry Sanders). I Packers dominarono la NFC e arrivarono al Super Bowl, dove dovettero arrendersi a John Elway e ai suoi Denver Broncos; quello fu uno dei momenti peggiori della carriera di Favre, tanto che pensò seriamente al ritiro nonostante avesse solo 28 anni.

#### Stagioni 2001-2006

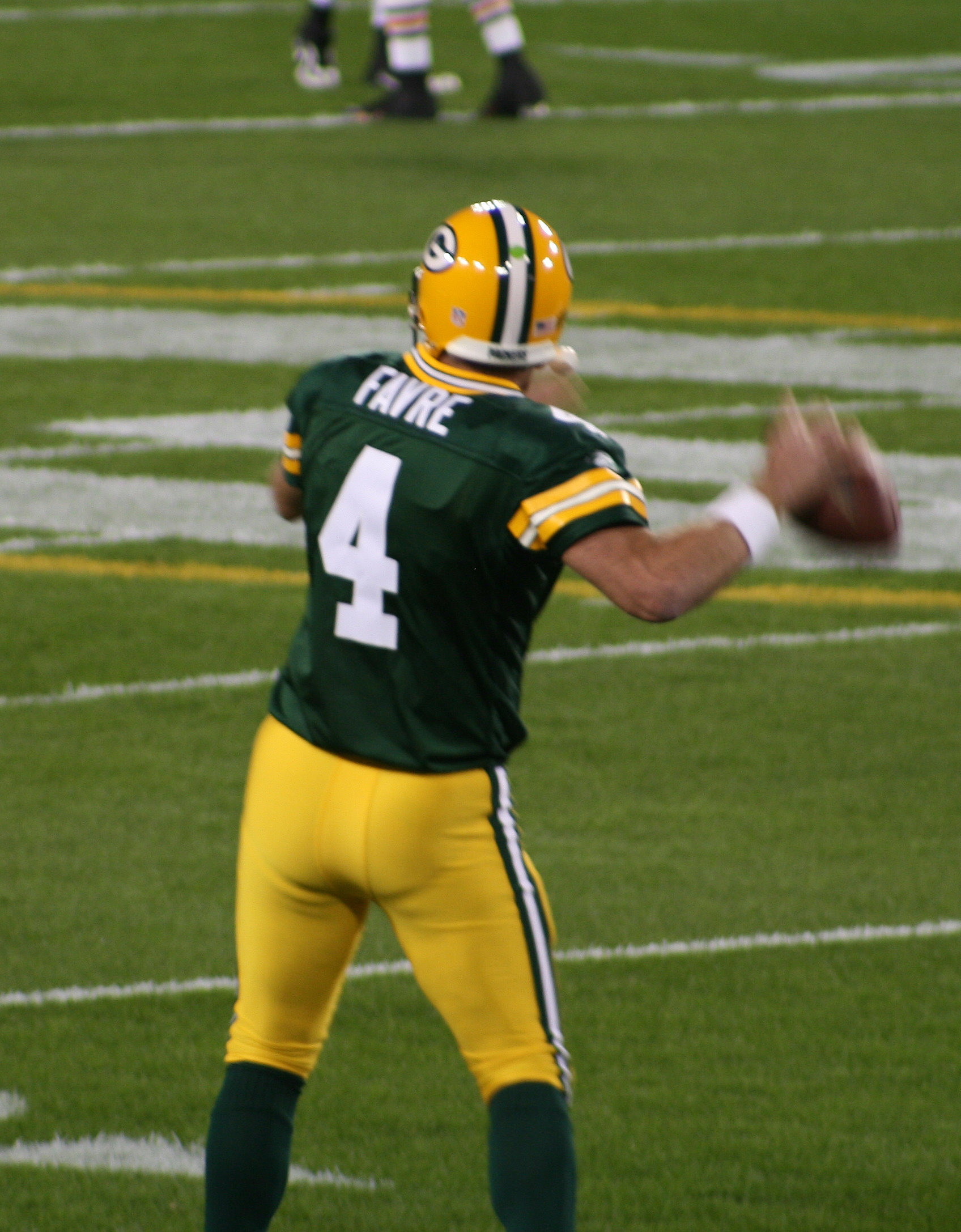
Favre coi Packers nel 2007.

Nel marzo 2001 firmò un contratto a vita con i Packers, diventando il primo giocatore di football a legarsi per sempre ad una squadra. Brett giocò la sua partita migliore il 22 dicembre 2003, il giorno dopo la morte di suo padre per infarto: contro gli Oakland Raiders lanciò 4 touchdown solo nei primi due quarti e con 399 yards complessive fu fondamentale nel 41-7 finale, che gli valse gli applausi dei tifosi dei Raiders, storicamente ostili verso tutti i giocatori di altre squadre.
Il 18 settembre 2005, Favre superò le 50.000 yard lanciate in carriera, traguardo raggiunto all'epoca solo da Dan Marino e John Elway. Il 24 settembre 2006, diventò il secondo giocatore nella storia della NFL a superare i 400 passaggi da touchdown in carriera (il primo fu Dan Marino); la medesima azione gli ha consentì di diventare il giocatore con più passaggi completati da più di 75 yard di sempre.

#### Stagione 2007: l'anno dei record

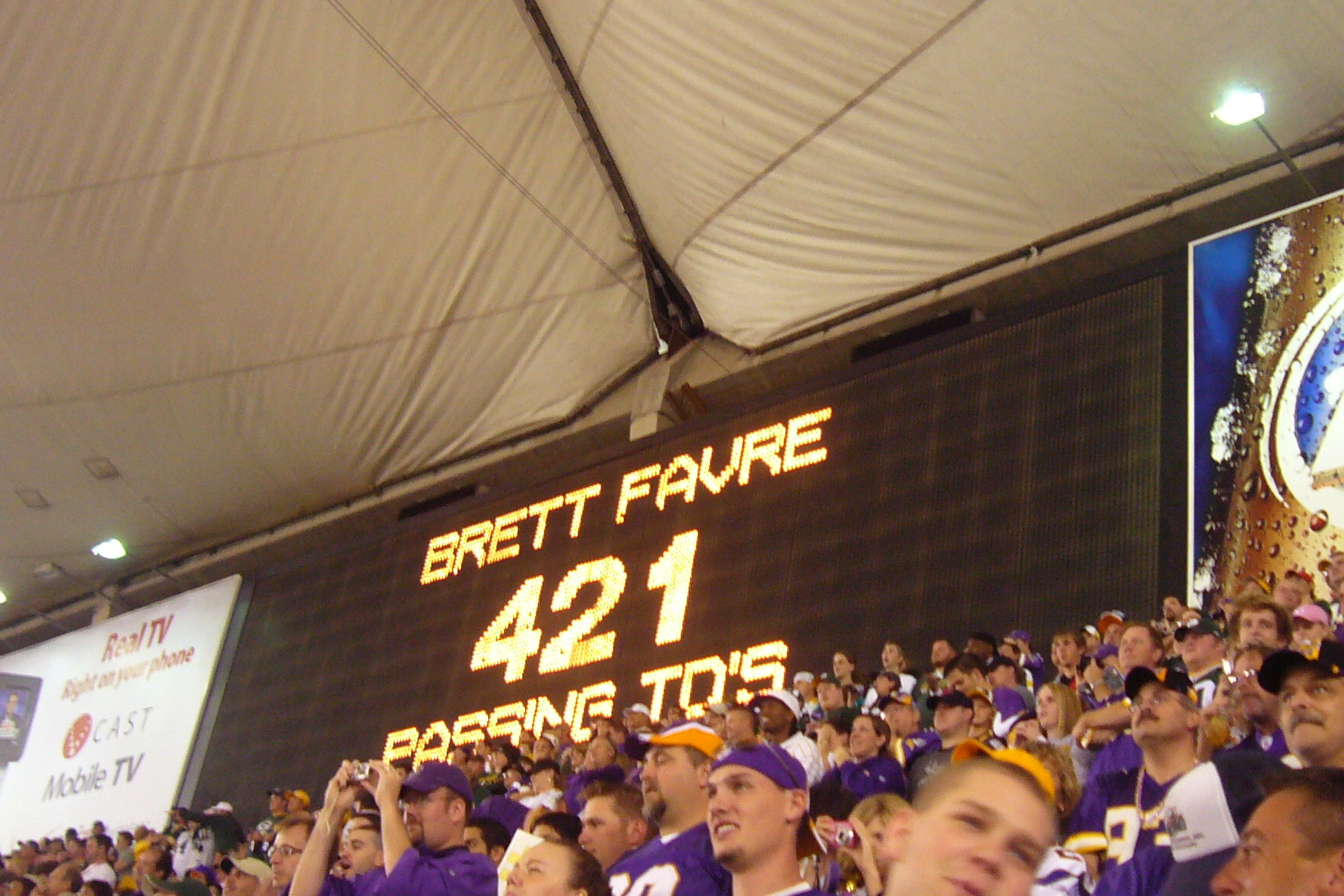
Favre superò il record di passaggi da touchdown di Dan Marino il 30 settembre 2007, all'Hubert H. Humphrey Metrodome

All'inizio della stagione 2007, Favre polemizzò aspramente la dirigenza dei Packers per essersi lasciati battere facilmente dai New England Patriots nella trattativa per l'acquisizione del ricevitore Randy Moss; secondo alcune voci, il quarterback avrebbe anche chiesto di essere ceduto, ma lui stesso smentì pubblicamente questa notizia. Il 16 settembre 2007, con la vittoria dei Packers sui New York Giants, Favre ottenne la sua 149ª vittoria da quarterback titolare, battendo il record di John Elway.
Il 30 settembre 2007, durante la partita contro i Minnesota Vikings, Favre lanciò al ricevitore Greg Jennings il suo 421º passaggio da touchdown, superando Dan Marino e conquistando il primato di ogni tempo; subito dopo l'azione venne proiettato un messaggio registrato in cui l'ex quarterback dei Miami Dolphins si congratulava con il nuovo recordman di categoria.
Il 4 novembre 2007, battendo i Kansas City Chiefs, Favre divenne il terzo quarterback nella storia della NFL in grado di sconfiggere tutte e 31 le altre squadre della lega (prima di lui erano riusciti nell'impresa Tom Brady e Peyton Manning). Il 22 novembre 2007, nella partita del Giorno del Ringraziamento, i Packers sconfissero 37-26 i Detroit Lions: Favre mise a referto la sua 63ª partita con almeno 3 passaggi da touchdown, battendo l'ennesimo record di Dan Marino.
Prima della partita di playoff contro i Seattle Seahawks, Favre dichiarò che gli sarebbe piaciuto continuare a giocare anche nella stagione 2008, confortato dalle buone prestazioni dei suoi Packers (13 vittorie e 3 sconfitte in regular season, primo posto nella NFC North e secondo assoluto nella NFC). I sogni di raggiungere nuovamente il Super Bowl di Favre si interruppero il 12 gennaio 2008: nella finale della NFC contro i New York Giants, Favre si fece intercettare un passaggio dal cornerback Corey Webster e da quell'azione partì il drive che si concluse con il field goal da 47 yards di Lawrence Tynes che diede la vittoria dei newyorkesi.
Nel marzo 2008 Favre annunciò il ritiro dall'attività agonistica, salvo tornare sui suoi passi e chiedere di essere reintegrato nella rosa dei Packers che nel frattempo avevano promosso al ruolo di titolare la sua riserva, Aaron Rodgers. I Packers avrebbero offerto 25 milioni di dollari per convincerlo a ritirarsi definitivamente. Il 7 agosto 2008 Favre lasciò i Packers dopo 16 anni, andando a giocare per i New York Jets, con una contropartita che dipendeva dalle prestazioni di Favre e della squadra dei Jets. Alla fine ai Packers andò la terza scelta del Draft NFL 2009.

### New York Jets

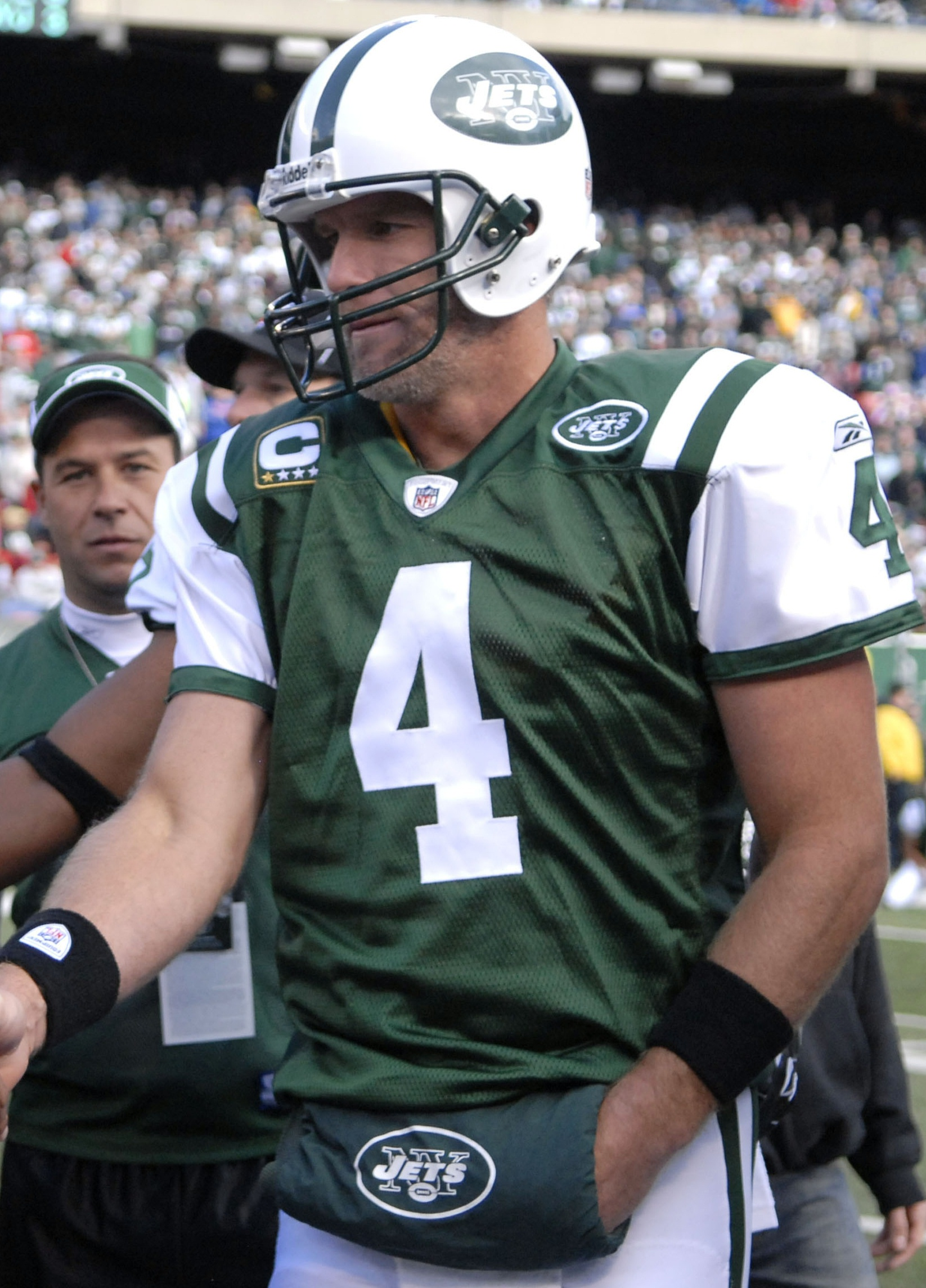
Favre con la maglia dei Jets.

Dopo trattative con Tampa Bay Buccaneers e New York Jets, i Packers scambiarono Favre coi Jets il 7 agosto 2008, in cambio di una scelta da definire del Draft NFL 2009 in base alle prestazioni. La stagione di Favre coi Jets partì bene: nella settimana quattro della stagione 2008 lanciò sei touchdown contro gli Arizona Cardinals, un primato personale e uno in meno del record NFL, venendo premiato come quarterback della settimana. Alla settimana 12, i Jets avevano un record di 8-3, inclusa una vittoria contro i precedentemente imbattuti Tennessee Titans. La squadra perse però 4 delle ultime 5 gare della stagione, inclusa l'ultima contro i Miami Dolphins, che avevano acquisito Chad Pennington dopo che questi era stato svincolato dai Jets per fare spazio a Favre. In quelle cinque gare, Favre lanciò otto intercetti e solo due passaggi da touchdown, portandosi a 22 TD e 22 intercetti in stagione. Favre in quel periodo ebbe dei problemi a una spalla e una radiografia effettuata il 29 dicembre 2008 evidenziò la rottura del tendine del bicipite della sua spalla destra. L'11 febbraio 2009 Favre informò i Jets della decisione di ritirarsi dopo 18 stagioni. Rimase sotto contratto con i Jets fino al 29 aprile 2009, quando la squadra lo svincolò. A maggio 2009 fu ufficialmente nelle lista dei ritirati dei Jets. Nel settembre 2009 Favre fece ancora notizia in relazione coi Jets, quando la NFL venne a conoscenza del fatto che i Jets temevano si fosse infortunato nella settimana 11 della stagione precedente, multando la squadra per non aver messo a conoscenza la lega dell'infortunio.

### Minnesota Vikings

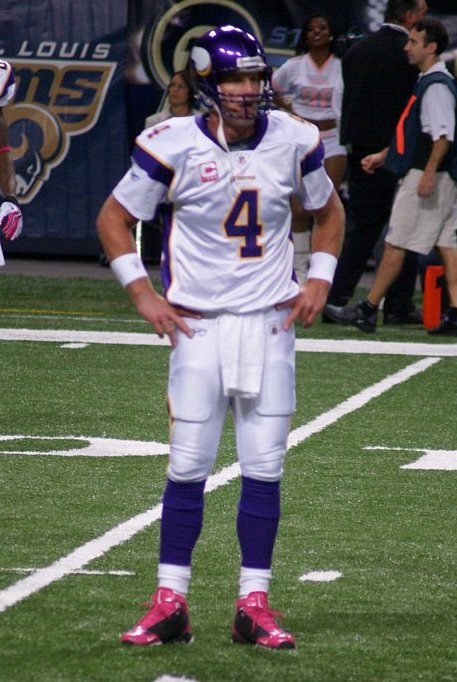
Favre con la maglia dei Minnesota Vikings

Dopo mesi di trattative, Favre decise di tornare ai giocare con i Minnesota Vikings, coi quali firmò un contratto di due anni (per un compenso di 35 milioni di dollari) in data 18 agosto 2009. Nella stagione 2009 stabilì nuovi primati quando superò l'ex defensive end dei Vikings Jim Marshall per partenze da titolare consecutive nello stesso ruolo con 291, divenne il primo quarterback della storia della NFL a battere tutte le altre 32 franchigie da quando la lega raggiunse quella cifra nel 2002 e superò il record di Dan Marino per partite con 4 touchdown passati, venendo convocato per l'undicesimo Pro Bowl in carriera. I Vikings terminarono con un record di 12-4 giungendo fino alla finale della NFC, perdendo solamente ai supplementari contro i futuri vincitori del Super Bowl, i New Orleans Saints. Malgrado la sconfitta, Favre stabilì i record dei playoff per yard passate e passaggio completati, precedentemente detenuto da Joe Montana.
Martedì 3 agosto 2010 NBC Sports confermò che Favre avrebbe fatto ritorno ai Minnesota Vikings, in quella che sarebbe stata l'ultima stagione. Il 17 agosto venne data la conferma ufficiale del suo ritorno con la squadra. Quella stagione, Brett Favre tagliò due nuovi traguardi personali. Lanciò il suo passaggio da touchdown numero 500 e superò le 70.000 yard passate contro i New York Jets. Il 7 novembre 2010, in una gara contro gli Arizona Cardinals, Favre lanciò per 446 yard, suo primato di carriera, guidando i Vikings alla rimonta dopo uno svantaggio di 14 punti e alla vittoria nei supplementari. Il 5 dicembre 2010, in una gara contro i Buffalo Bills, Favre fu colpito dal linebacker dei Bills Arthur Moats mentre stava lanciando un passaggio, causandogli un infortunio alla spalla destra. Favre saltò il resto della gara venendo sostituito da Tarvaris Jackson che guidò i Vikings alla vittoria malgrado avesse lanciato tre intercetti.
Il 1º dicembre 2010, a causa dell'infortunio alla spalla, Brett Favre fu classificato come inattivo per la gara contro i New York Giants, concludendo la sua striscia di partenze consecutive come titolare a 297. Il 20 dicembre 2010, durante una gara contro i Chicago Bears, Favre subì una commozione cerebrale dopo un sack da parte del defensive end dei Bears Corey Wootton. Quella fu la sua ultima partita nella NFL, infatti non poté giocare nell'ultima gara della stagione, il 2 gennaio 2011 contro i Detroit Lions, poiché non aveva superato gli esami medici imposti dalla lega. In una conferenza stampa subito dopo il termine della partita, Favre annunciò il suo ritiro dal football professionistico.

## Ritiro
Il 17 gennaio 2011 Favre presentò la documentazione per il suo ritiro da giocatore. Il 26 novembre 2015, durante l'intervallo della gara del Giorno del Ringraziamento coi Bears, i Packers ritirarono la sua maglia numero 4.

## Palmarès

### Franchigia
- Super Bowl : 1

Green Bay Packers: XXXI
- National Football Conference Championship: 2

Green Bay Packers: 1996, 1997

### Individuale
- MVP della NFL: 3

1995, 1996, 1997 (ex aequo con Barry Sanders)
- Miglior giocatore offensivo dell'anno della NFL: 1

1995
- Convocazioni al Pro Bowl: 11

1992, 1993, 1995, 1996, 1997, 2001, 2002, 2003, 2007, 2008, 2009
- First-Team All-Pro: 3

1995, 1996, 1997
- Second-Team All-Pro: 3

2001, 2002 e 2007
- Quarterback dell'anno: 1

2007
- Leader della NFL in passaggi da touchdown: 4

1995, 1996, 1997, 2003
- Quarterback della settimana: 20

16ª settimana della stagione 2003, 10ª e 16ª settimana della stagione 2004, 5ª e 7ª settimana della stagione 2005, 3ª, 10ª e 17ª settimana della stagione 2006, 3ª, 4ª, 8ª, 10ª e 12ª settimana della stagione 2007, 4ª settimana della stagione 2008, 4ª, 8ª, 10ª, 11ª e 17ª settimana della stagione 2009 e la 9ª settimana della stagione 2010
- Bert Bell Award: 2

1995, 1996
- Formazione ideale della NFL degli anni 1990
- Formazione ideale del 100º anniversario della National Football League
- Classificato al #20 tra i migliori cento giocatori di tutti i tempi da NFL.com
- Pro Football Hall of Fame (Classe del 2016)
- Green Bay Packers Hall of Fame (Classe del 2015)
- Numero 4 ritirato dai Green Bay Packers

## Statistiche
| Stagione regolare | Stagione regolare | Stagione regolare | Stagione regolare | Passaggi | Passaggi | Passaggi | Passaggi | Passaggi | Passaggi | Passaggi | Passaggi | Passaggi | Passaggi | Passaggi | Passaggi | Passaggi | Passaggi | Passaggi | Passaggi | Passaggi | Passaggi | Corse | Corse | Corse | Corse | Corse | Corse |
| ANNO              | SQUADRA           | P                 | PT                | COMP     | TEN      | %COMP    | YARD     | TD       | INT      | MAX      | 20+      | 40+      | SK       | SKY      | Y/T      | Y/G      | TD%      | INT%     | RAT      | v        | P        | TEN   | YARD  | MEDIA | TD    | MAX   | 1º    |
| ----------------- | ----------------- | ----------------- | ----------------- | -------- | -------- | -------- | -------- | -------- | -------- | -------- | -------- | -------- | -------- | -------- | -------- | -------- | -------- | -------- | -------- | -------- | -------- | ----- | ----- | ----- | ----- | ----- | ----- |
| 1991              | ATL               | 2                 | 0                 | 0        | 4        | 0.0      | 0        | 0        | 2        | —        | 0        | 0        | 1        | 11       | 0.0      | 0.0      | 0.0      | 50.0     | 0.0      | 0        | 0        | 0     | 0     | 0.0   | 0     | 0     | 0     |
| 1992              | GB                | 15                | 13                | 302      | 471      | 64.1     | 3 227    | 18       | 13       | 76T      | 30       | 9        | 34       | 208      | 6.9      | 215.1    | 3.8      | 2.8      | 85.3     | 8        | 5        | 47    | 198   | 4.2   | 1     | 19    | 11    |
| 1993              | GB                | 16                | 16                | 318      | 522      | 60.9     | 3 303    | 19       | 24       | 66T      | 37       | 5        | 30       | 199      | 6.3      | 206.4    | 3.6      | 4.6      | 72.2     | 9        | 7        | 58    | 216   | 3.7   | 1     | 27    | 13    |
| 1994              | GB                | 16                | 16                | 363      | 582      | 62.4     | 3 882    | 33       | 14       | 49       | 44       | 4        | 31       | 188      | 6.7      | 242.6    | 5.7      | 2.4      | 90.7     | 9        | 7        | 42    | 202   | 4.8   | 2     | 36T   | 14    |
| 1995              | GB                | 16                | 16                | 359      | 570      | 63.0     | 4 413    | 38       | 13       | 99T      | 59       | 5        | 33       | 217      | 7.7      | 275.8    | 6.7      | 2.3      | 99.5     | 11       | 5        | 39    | 181   | 4.6   | 3     | 40    | 17    |
| 1996              | GB                | 16                | 16                | 325      | 543      | 59.9     | 3 899    | 39       | 13       | 80T      | 49       | 11       | 40       | 241      | 7.2      | 243.7    | 7.2      | 2.4      | 95.8     | 13       | 3        | 49    | 136   | 2.8   | 2     | 23    | 18    |
| 1997              | GB                | 16                | 16                | 304      | 513      | 59.3     | 3 867    | 35       | 16       | 74       | 61       | 9        | 25       | 176      | 7.5      | 241.7    | 6.8      | 3.1      | 92.6     | 13       | 3        | 58    | 187   | 3.2   | 1     | 16    | 16    |
| 1998              | GB                | 16                | 16                | 347      | 551      | 63.0     | 4 212    | 31       | 23       | 84T      | 47       | 9        | 38       | 223      | 7.6      | 263.2    | 5.6      | 4.2      | 87.8     | 11       | 5        | 40    | 133   | 3.3   | 1     | 35    | 13    |
| 1999              | GB                | 16                | 16                | 341      | 595      | 57.3     | 4 091    | 22       | 23       | 74T      | 52       | 11       | 35       | 223      | 6.9      | 255.7    | 3.7      | 3.9      | 74.7     | 8        | 8        | 28    | 142   | 5.1   | 0     | 20    | 11    |
| 2000              | GB                | 16                | 16                | 338      | 580      | 58.3     | 3 812    | 20       | 16       | 67T      | 41       | 7        | 33       | 236      | 6.6      | 238.2    | 3.4      | 2.8      | 78.0     | 9        | 7        | 27    | 108   | 4.0   | 0     | 18    | 7     |
| 2001              | GB                | 16                | 16                | 314      | 510      | 61.6     | 3 921    | 32       | 15       | 67T      | 53       | 13       | 22       | 151      | 7.7      | 245.1    | 6.3      | 2.9      | 94.1     | 12       | 4        | 38    | 56    | 1.5   | 1     | 14    | 5     |
| 2002              | GB                | 16                | 16                | 341      | 551      | 61.9     | 3 658    | 27       | 16       | 85T      | 39       | 7        | 26       | 188      | 6.6      | 228.6    | 4.9      | 2.9      | 85.6     | 12       | 4        | 25    | 73    | 2.9   | 0     | 17    | 6     |
| 2003              | GB                | 16                | 16                | 308      | 471      | 65.4     | 3 361    | 32       | 21       | 66T      | 42       | 7        | 19       | 137      | 7.1      | 210.1    | 6.8      | 4.5      | 90.4     | 10       | 6        | 18    | 15    | 0.8   | 0     | 7     | 3     |
| 2004              | GB                | 16                | 16                | 346      | 540      | 64.1     | 4 088    | 30       | 17       | 79T      | 50       | 12       | 12       | 93       | 7.6      | 255.5    | 5.6      | 3.1      | 92.4     | 10       | 6        | 16    | 36    | 2.3   | 0     | 17    | 2     |
| 2005              | GB                | 16                | 16                | 372      | 607      | 61.3     | 3 881    | 20       | 29       | 59       | 40       | 7        | 24       | 170      | 6.4      | 242.6    | 3.3      | 4.8      | 70.9     | 4        | 12       | 18    | 62    | 3.4   | 0     | 20    | 4     |
| 2006              | GB                | 16                | 16                | 343      | 613      | 56.0     | 3 885    | 18       | 18       | 82T      | 49       | 8        | 21       | 134      | 6.3      | 242.8    | 2.9      | 2.9      | 72.7     | 8        | 8        | 23    | 29    | 1.3   | 1     | 14    | 4     |
| 2007              | GB                | 16                | 16                | 356      | 535      | 66.5     | 4 155    | 28       | 15       | 82T      | 49       | 16       | 15       | 93       | 7.8      | 259.7    | 5.2      | 2.8      | 95.7     | 13       | 3        | 29    | 12    | 0.4   | 0     | 21    | 3     |
| 2008              | NYJ               | 16                | 16                | 343      | 522      | 65.7     | 3 472    | 22       | 22       | 56T      | 40       | 7        | 30       | 213      | 6.7      | 217.0    | 4.2      | 4.2      | 81.0     | 9        | 7        | 21    | 43    | 2.0   | 1     | 27    | 4     |
| 2009              | MIN               | 16                | 16                | 363      | 531      | 68.4     | 4 202    | 33       | 7        | 63       | 48       | 11       | 34       | 247      | 7.9      | 259.1    | 5.8      | 1.4      | 107.2    | 12       | 4        | 9     | 7     | 0.8   | 0     | 4     | 1     |
| 2010              | MIN               | 13                | 13                | 217      | 358      | 60.6     | 2 509    | 11       | 19       | 53T      | 38       | 1        | 22       | 139      | 7.0      | 193.0    | 3.1      | 5.3      | 69.9     | 5        | 8        | 17    | 8     | 0.5   | 0     | 10    | 1     |
| 20 Totale         | 20 Totale         | 302               | 298               | 6 300    | 10 169   | 62.0     | 71 838   | 508      | 336      | 99       | 872      | 161      | 525      | 3 487    | 7.1      | 237.9    | 5.0      | 3.3      | 86.0     | 186      | 112      | 602   | 1 844 | 3.1   | 14    | 40    | 153   |

## Apparizioni nei media
- Favre è apparso nel film Tutti pazzi per Mary del 1998, interpretando sè stesso nel ruolo dell'ex-fidanzato della protagonista, Mary (Cameron Diaz)